# Ferrari Dino 166 F2

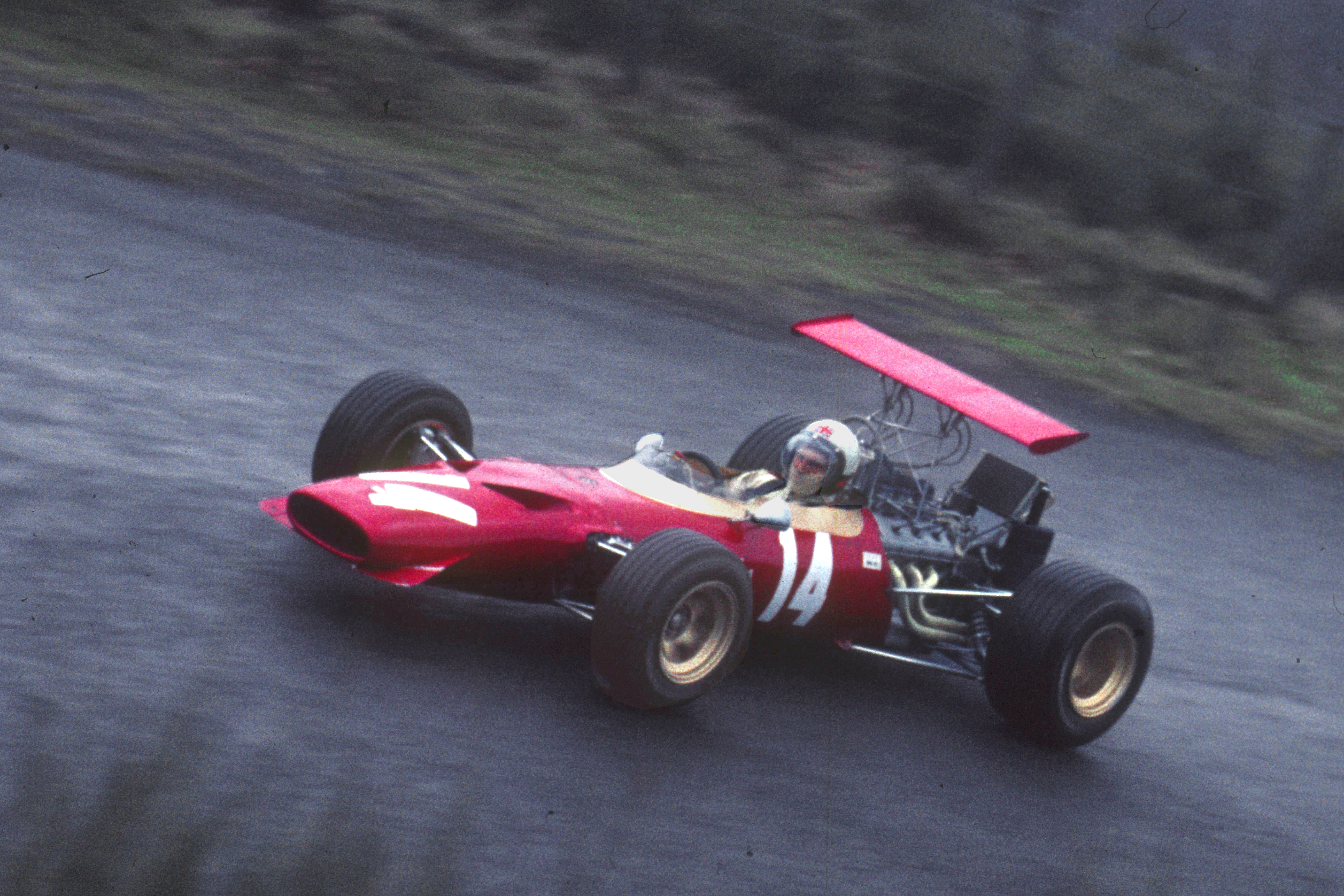
Derek Bell im Ferrari Dino 166 F2 beim Training zum Eifelrennen 1969 am Nürburgring

Der Ferrari Dino 166 F2  war ein Formel-2-Rennwagen der späten 1960er Jahre.

## Entstehung und Renneinsätze
Die Aktivitäten der Scuderia in der Formel 2 blieben begrenzt. Ferrari hatte schon Monopostos nach Formel-2-Reglement gebaut, dies aber nur dann, wenn die Formel-1-Weltmeisterschaft (teilweise in den 1950er Jahren) auf Basis der Formel 2 ihre Rennen austrug.
1967 wurde die Formel-2-Europameisterschaft als eigene Rennserie eingeführt. Für diese Serie wurde der Ferrari Dino 166 F2 entwickelt. Der Wagen hatte einen 6-Zylinder-Motor, dessen Basis der Dino-V-6 aus dem Straßenfahrzeug war. Das Chassis bestand aus Rohren und Blechen. Die Scuderia brachte den Dino 1967 nur ein einziges Mal an den Start eines Rennens. 1968 wurden die Bemühungen ernsthafter. Der Motor wurde mit 24 Ventilen bestückt, der Wagen überarbeitet. Ernesto Brambilla und Derek Bell wurden Dritter und Vierter in der Meisterschaft.
Ende 1969 lief das Formel-2-Programm aus. Bell wurde Fünfter und Brambilla Achter in der Meisterschaft. Der Wagen fand allerdings noch kurze Zeit Verwendung. Andrea de Adamich fuhr damit zum Jahreswechsel 1969/1970 die argentinische Temporada, eine Serie für Monoposto-Fahrzeuge, allerdings ohne großen Erfolg. Dass der Wagen grundsätzlich konkurrenzfähig war, zeigte Chris Amon mit seinem Gesamtsieg bei der Tasman-Serie im Frühjahr 1969.

## Technische Daten
| ! Kenngrößen                  | Ferrari Dino 166 F2                                                                                     |
| ----------------------------- | --- |
| Motor                         | Ferrari-V-Sechszylinder (65°), Mittelmotor (längs hinter dem Fahrer)                                    |
| Hubraum (Bohrung × Hub)       | 1596,25 cm³ (86 × 45,8 mm)                                                                              |
| Verdichtung                   | 11,0 : 1                                                                                                |
| Höchstleistung                | 200 PS (147 kW) bei 10.000/min                                                                          |
| Ventilsteuerung               | 2 obenliegende Nockenwellen je Zylinderbank, 3 Ventile je Zylinder                                      |
| Gemischaufbereitung           | Lucas indirekt                                                                                          |
| Schmierung                    | Trockensumpf                                                                                            |
| Kraftübertragung              | 5-Gang-Getriebe, Hinterradantrieb                                                                       |
| Chassis und Karosserie        | Semimonocoque und Stahlrohrrahmen mit aufgenieteten Aluminiumplatten                                    |
| Radaufhängung vorn und hinten | doppelte Querlenker (unterschiedlich lang), innenliegende Schraubenfedern und Stoßdämpfer, Stabilisator |
| Lenkung                       | Zahnstangenlenkung                                                                                      |
| Bremse                        | Scheibenbremsen                                                                                         |
| Radstand                      | 2220 mm                                                                                                 |
| Spurweite vorn/hinten         | 1405 mm/1425 mm                                                                                         |
| Länge des Fahrzeugs           | 3449 mm                                                                                                 |
| Reifengröße vorn – hinten     | 550/950 ×13 – 600/1200 × 13                                                                             |
| Tankinhalt                    | 110 Liter                                                                                               |
| Leergewicht (ohne Fahrer)     | 425 kg                                                                                                  |

## Anmerkung
1. ↑  Die Webseite ultimatecarpage.com/spec/895/Ferrari-Dino-166-F2, der auch die Maße entnommen sind, nennt eine Höchstleistung von 210 PS (157 kW) bei 10.500/min.

## Einzelnachweis
1. ↑  Ferrari.com. Abgerufen am 1. Mai 2020.